# Commission nationale de surveillance
La Commission nationale de surveillance (chinois simplifié : 中华人民共和国国家监察委员会 ; pinyin : Zhōnghuá Rénmín Gònghéguó Guójiā Jiānchá Wěiyuánhuì) est la plus haute instance de lutte contre la corruption de Chine, au même rang administratif que la Cour populaire suprême et le Parquet populaire suprême.

## Histoire
Depuis 2013, le président Xi Jinping a lancé une vaste campagne anti-corruption contre les officiels ayant accepté des faveurs indues (dont des rivaux du président).
La Commission nationale de supervision a été créée en 2018, lors de la première session de la treizième Assemblée nationale populaire.

## Activités
Ses activités sont fusionnées avec celles de la Comité central pour l'inspection disciplinaire du Parti communiste chinois. Son directeur est nommé par l'Assemblée nationale populaire.
Cette nouvelle agence dispose d'un large pouvoir et peut enquêter sur toute personne associée à l'État (alors que l'ancien système ne concernant que les membres du Parti communiste chinois).
Selon Fu Hualing, de l'université de Hong Kong, cela expose un quart de la population chinoise à des détentions jusqu'à six mois sans garantie des droits ni contrôle judiciaire.
En octobre 2018, la Commission nationale de surveillance a mis en détention Meng Hongwei, le président d'Interpol.